# Trasporti in Corea del Sud
Il sistema di trasporti in Corea del Sud comprende un complesso ed esteso network di strade, autostrade, ferrovie, collegamenti marittimi ed aerei ed altri servizi.

## Sistema stradale
Le strade in Corea del Sud sono classificate su diversi livelli di importanza, a partire dalle autostrade, seguite da altre strade di importanza nazionale, e poi varie categorie inferiori e locali.
Al 2020, sono presenti un totale di 112977 km di strade in tutto il paese. La rete autostradale consiste in totale di 4848 km di infrastrutture, a cui si aggiungono 14098 km di strade nazionali. Le autostrade sono per la quasi totalità a pedaggio, e in gran parte gestite e mantenute dall’organizzazione governativa Korea Expressway Corporation (KEC), che opera anche le aree di servizio lungo il percorso. Alcune autostrade sono gestite da compagnie private o in collaborazione tra privati e KEC.

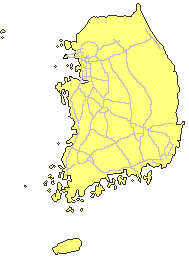
Mappa delle autostrade in Corea del Sud.

La principale autostrada in Corea del Sud è la cosiddetta autostrada Gyeongbu che collega la capitale Seul con la città di Busan nel sud del paese, ed è designata dal numero 1 nella numerazione nazionale, per denotarne l’importanza.

### Autobus
Le linee regionali collegano virtualmente ogni città in Corea del Sud, con autobus espresso (gosok beoseu, 고속버스) che operano su lunghe distanze, e linee suburbane (sioe beoseu, 시외버스) che percorrono distanze più brevi, con più fermate.
Le linee urbane variano di città in città, ma consistono generalmente di diversi servizi di prima (jwaseok, 좌석) e seconda classe (dosihyeong, 도시형 o ipseok, 입석) nelle città più grandi, e linee rurali (nongeochon, 농어촌) in quelle più piccole.
Un ulteriore sistema di autobus espresso collega varie destinazioni direttamente con l’Aeroporto Internazionale di Incheon.

## Sistema ferroviario
Il traffico ferroviario è gestito per la maggior parte dalla società statale Korail, mentre le infrastrutture sono gestite dalla Korea National Railway, anch’essa compagnia statale.
Nel 2004 fu inaugurata la prima linea ad alta velocità tra Seul e Busan con il servizio Korea Train Express (KTX), poi esteso ad altre delle principali città del paese. Oltre all’alta velocità, i principali collegamenti ferroviari sono offerti tramite i treni Intercity Train Express-Saemaeul (ITX-Saemaeul), che tra il 2014 e il 2018 hanno sostituito i più vecchi Saemaeul-ho. I treni più lenti operanti sulle linee regionali sono quelli della classe Mugunghwa-ho, mentre alcune linee sono servite dalla classe Nuriro. Korail opera anche varie linee speciali che collegano le principali aree urbane con destinazioni turistiche. Inoltre, il Treno della DMZ (o Treno della Pace) ha collegato Seul con stazioni nelle vicinanze della Zona Demilitarizzata Coreana dal 2014, ma nel 2019 il servizio è stato temporaneamente sospeso.

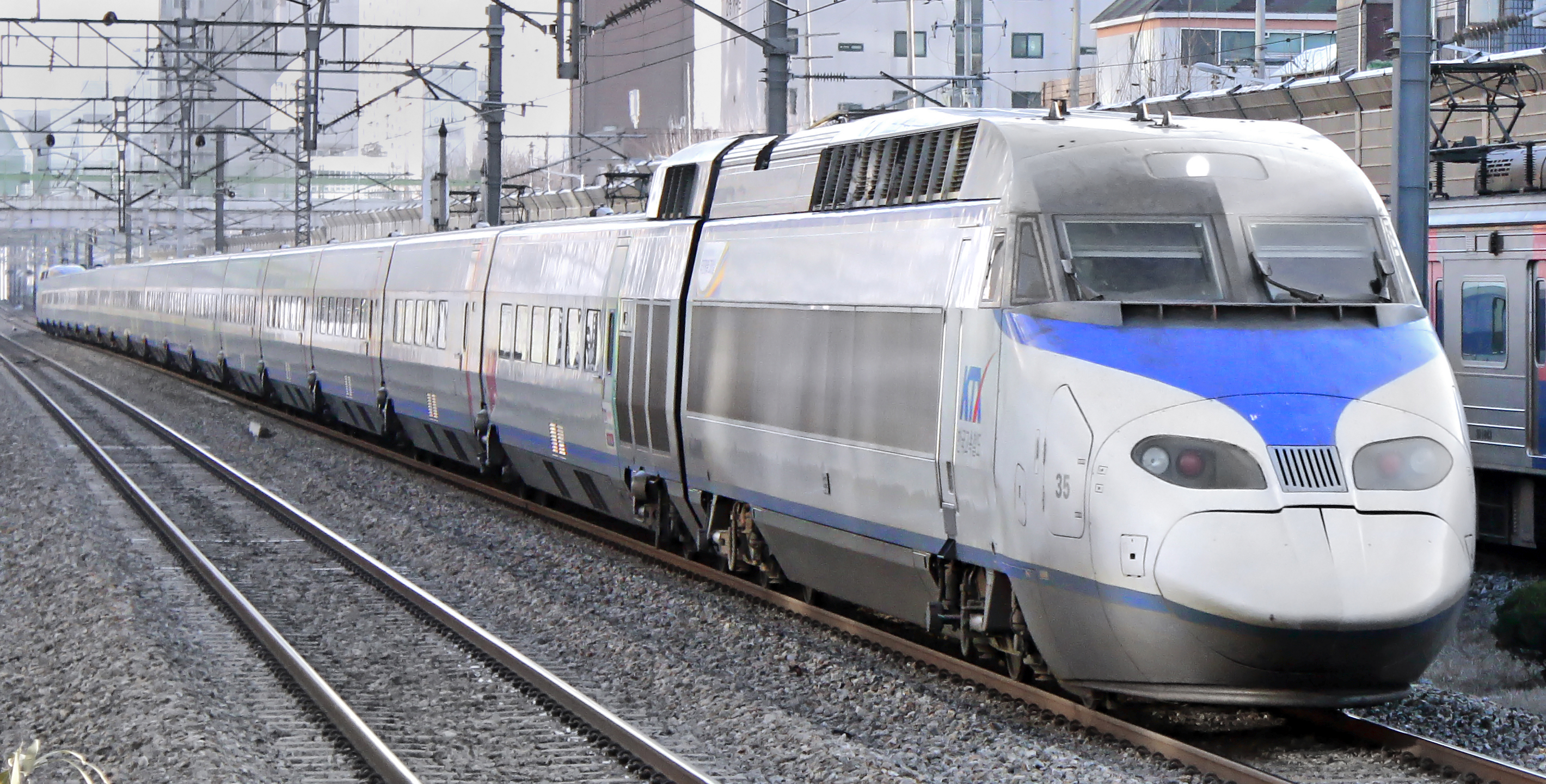
Treno KTX a Seul.

La compagnia privata SR Corporation offre un servizio ad alta velocità alternativo chiamato Super Rapid Train (SRT) che collega Seul con Busan e Mokpo.

### Metropolitane
Le principali città della Corea del Sud (Seul-Incheon, Busan, Daegu, Gwangju e Daejeon) sono servite da un sistema di metropolitana. La metropolitana di Seul è la più estesa nel paese e collega non solo varie parti della città ma anche i sobborghi con il centro dell’area metropolitana. La prima sezione della Linea 1 di questa metropolitana fu la prima inaugurata nel paese nel 1974.

## Idrovie e porti
La Corea del Sud ha un esteso sistema di traghetti che collegano le numerose piccole isole lungo la costa, insieme alle isole maggiori e più lontane, come Jeju e Ulleungdo. Sono anche presenti servizi internazionali, con collegamenti con Cina e Giappone.
Il porto di Busan è il più trafficato della Corea del Sud e uno dei più trafficati al mondo, specialmente per quanto riguarda il trasporto di cargo e container. Altri porti maggiori sono quelli di Incheon, Gwangyang, Mokpo, Pohang, Pyeongtaek-Dangjin e Ulsan.

## Trasporti aerei
Korean Air è la compagnia di bandiera della Corea del Sud, e la maggiore in termini di flotta e passeggeri. La seconda maggiore compagnia aerea è la Asiana Airlines, seguita da un numero di compagnie minori che operano voli domestici o internazionali di breve distanza. In totale, le compagnie sudcoreane servono centinaia tra destinazioni nazionali e internazionali.
La linea domestica tra l’aeroporto di Seul-Gimpo e Jeju è la linea aerea più trafficata al mondo, con oltre 14 milioni di passeggeri solo nel 2018.

### Aeroporti
Il principale aeroporto della Corea del Sud è l’Aeroporto Internazionale di Incheon. Completato nel 2001 al largo della costa di Incheon, è oggi uno degli aeroporti più trafficati al mondo, con oltre 71 milioni di passeggeri nel 2019. Mentre le linee internazionali raggiungono principalmente Incheon, la maggior parte dei voli domestici per Seul utilizzano l’aeroporto di Gimpo. Altri aeroporti maggiori sono quelli di Busan-Gimhae e Jeju.